# Max Graumüller

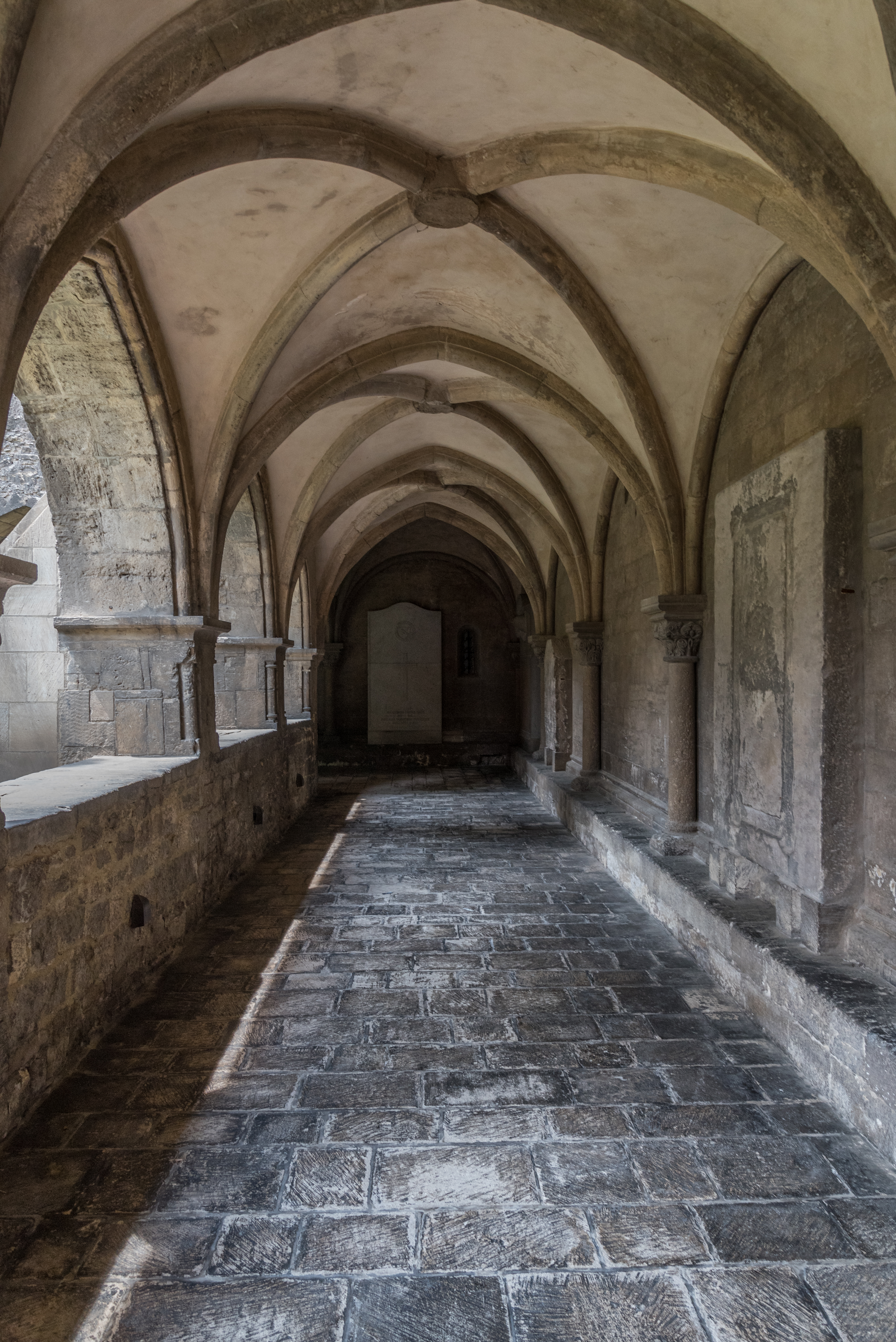
Kreuzgang im Naumburger Dom mit Sicht auf das Denkmal für die 148 gefallenen Domschüler

Max Graumüller war ein deutscher Architekt, der in Saaleck geboren wurde und dort zwischen 1920 und 1940 tätig war.
Seine berufliche Tätigkeit ist ab 1906 nachweisbar. Für den Kreuzgang des Naumburger Doms entwarf er das Denkmal für die 148 gefallenen Domschüler, das der Weimarer Bildhauer Josef Heise 1924 ausführte. Graumüller schrieb über eine Höhle im Saaletal. Er errichtete auch „Garten und Haus“ am Wandlitzer See. Graumüller entwarf 1922/1923 die Hoheitssteine des Landes Thüringen. Graumüller arbeitete im Umkreis von Paul Schultze-Naumburg.

## Schriften (Auswahl)
- Steinerne Wegweiser, in: Neuzeitlicher Hausbau, Bd. 1 (1925), Heft 7, S. 36.
- Zur Baugeschichte der Rudelsburg, in: Professor Dr. Corssens Rudelsburg und Saaleck, Sieling: Naumburg 1930.
- Die evangelische Kirche in Rehehausen. Ihre alte und neue Baugeschichte, Eckartsberga 1930.
- Burg Saaleck. Ihre alte und neue Baugeschichte, mit 3. Umschlag-Phot. u. 9 Zeichn. d. Verf, Sieling: Naumburg 1931.